# رؤساء مجلس النواب العراقي
رئيس مجلس النواب العراقي هو رئيس السلطة التشريعية في العراق. سابقا يسمى رئيس الجمعية الوطنية العراقية حتى عام 2003.
الرئيس الحالي للمجلس هو محمود المشهداني.

## الرؤساء

### رئيس الجمعية الوطنية العراقية (1980-2003)
| الرئيس         | تسلم منصبه   | ترك منصبه           | الحزب السياسي              |
| -------------- | ------------ | ------------------- | -------------------------- |
| نعيم حداد      | 1 تموز 1980  | 1983                | حزب البعث العربي الاشتراكي |
| سعدون حمادي    | 1983         | 1989                | حزب البعث العربي الاشتراكي |
| سعدي مهدي صالح | 1989         | 9 تشرين الثاني 1995 | حزب البعث العربي الاشتراكي |
| سعدون حمادي    | 8 نيسان 1996 | 2003                | حزب البعث العربي الاشتراكي |

### جمهورية العراق (2004-حتى الآن)

#### رئيس الجمعية الوطنية الانتقالية (2004-2006)
| الرئيس      | تسلم منصبه | ترك منصبه | الحزب السياسي            |
| ----------- | ---------- | --------- | ------------------------ |
| ضاري الفياض | 2004       | 2005      | القائمة العراقية الوطنية |
| حاجم الحسني | 2005       | 2006      | القائمة العراقية الوطنية |

#### رئيس مجلس النواب (2006-حتى الآن)
| الرئيس                             | تسلم منصبه           | ترك منصبه            | الحزب السياسي             |
| ---------------------------------- | -------------------- | -------------------- | ------------------------- |
| محمود المشهداني                    | 16 آذار 2006         | 23 أيلول 2008        | جبهة التوافق العراقية     |
| إياد السامرائي                     | 19 نيسان 2009        | 14 حزيران 2010       | جبهة التوافق العراقية     |
| محمد فؤاد معصوم (بالنيابة)         | 14 حزيران 2010       | 11 تشرين الثاني 2010 | التحالف الوطني الكردستاني |
| أسامة النجيفي                      | 11 تشرين الثاني 2010 | 14 تموز 2014         | القائمة العراقية الوطنية  |
| سليم الجبوري                       | 14 تموز 2014         | 1 تموز 2018          | ديالى هويتنا              |
| محمد الحلبوسي                      | 15 أيلول، 2018       | 7 تشرين الأول 2021   | تحالف الأنبار هويتنا      |
| محمد الحلبوسي                      | 9 كانون الثاني 2022  | 14 تشرين الثاني 2023 | تحالف تقدم                |
| محسن علي أكبر المندلاوي (بالنيابة) | 14 تشرين الثاني 2023 | 31 تشرين الأول 2024  |                           |
| محمود المشهداني                    | 31 تشرين الأول 2024  | حتى الآن             | تحالف العزم               |